# محمد علي أنور رضا
محمد علي أنور رضا هو لاعب إسكواش مصري، ولد في 16 أبريل 1989 في القاهرة في مصر.

## وصلات خارجية
- محمد علي أنور رضا على موقع الاتحاد الدولي لمحترفي الاسكواش (مؤرشف) (الإنجليزية)
- محمد علي أنور رضا على موقع SquashInfo.com (الإنجليزية)